# Chad Haga
Chad Haga (ur. 26 sierpnia 1988 w McKinney) – amerykański kolarz szosowy.

## Osiągnięcia
Opracowano na podstawie:

2011
- 3. miejsce w Tour of Elk Grove

2013
- 2. miejsce w Volta ao Alentejo
- 1. miejsce w prologu Tour of Elk Grove

2018
- 2. miejsce w mistrzostwach Stanów Zjednoczonych (jazda indywidualna na czas)
- 2. miejsce w mistrzostwach świata (jazda drużynowa na czas)
- 1. miejsce na 2. etapie Hammer Hong Kong

2019
- 1. miejsce na 21. etapie Giro d’Italia

2021
- 2. miejsce w mistrzostwach Stanów Zjednoczonych (jazda indywidualna na czas)

## Rankingi
| Rok              | 2011 | 2012 | 2013 | 2014 | 2015 | 2016  | 2017  | 2018 | 2019 | 2020 | 2021 | 2022  |
| ---------------- | ---- | ---- | ---- | ---- | ---- | ----- | ----- | ---- | ---- | ---- | ---- | ----- |
| UCI World Tour   |      |      |      | -    | -    | 231.  | 422.  | 418. |      |      |      |       |
| World Ranking    |      |      |      |      |      | 2297. | 2650. | 717. | 652. | 370. | 762. | 1873. |
| UCI Europe Tour  | -    | -    | 355. |      |      | 1531. | -     | -    |      |      |      |       |
| UCI Asia Tour    | -    | -    | -    |      |      | -     | -     | 447. |      |      |      |       |
| UCI America Tour | 147. | 393. | 44.  |      |      | -     | -     | 162. | 72.  | 27.  | 83.  | 294.  |
|                  |      |      |      |      |      |       |       |      |      |      |      |       |
| Źródło: UCI      |      |      |      |      |      |       |       |      |      |      |      |       |